# Kask narciarski

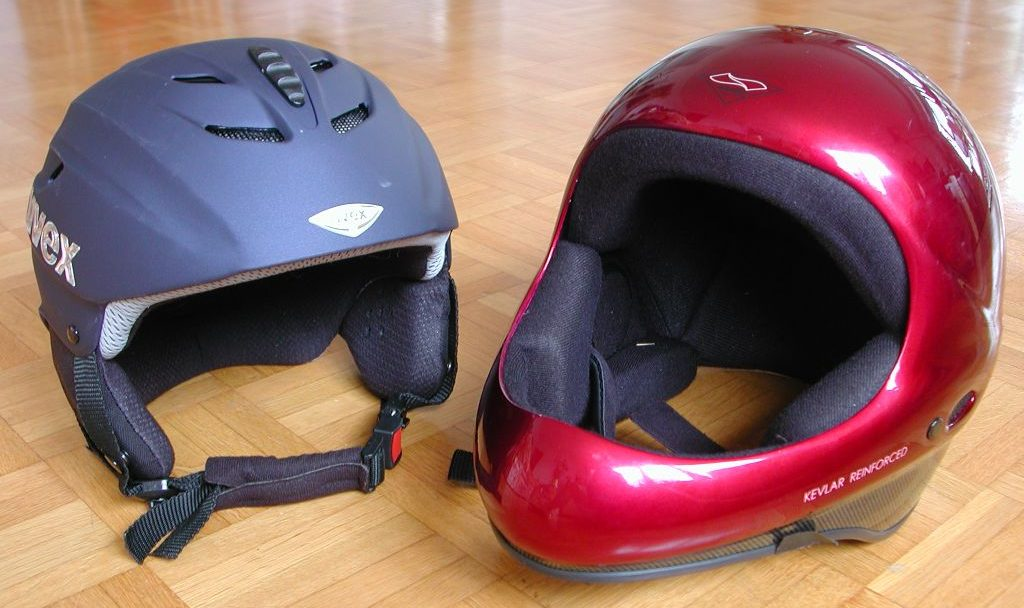
Kask narciarski (po lewej) i kask do paralotniarstwa

Kask narciarski lub kask snowboardowy – rodzaj kasku – ochronnego nakrycia głowy, używanego podczas jazdy na nartach zjazdowych, podczas skoków narciarskich lub jazdy na desce snowboardowej, zarówno rekreacyjnej jak i sportowej.

## Budowa i rodzaje kasków

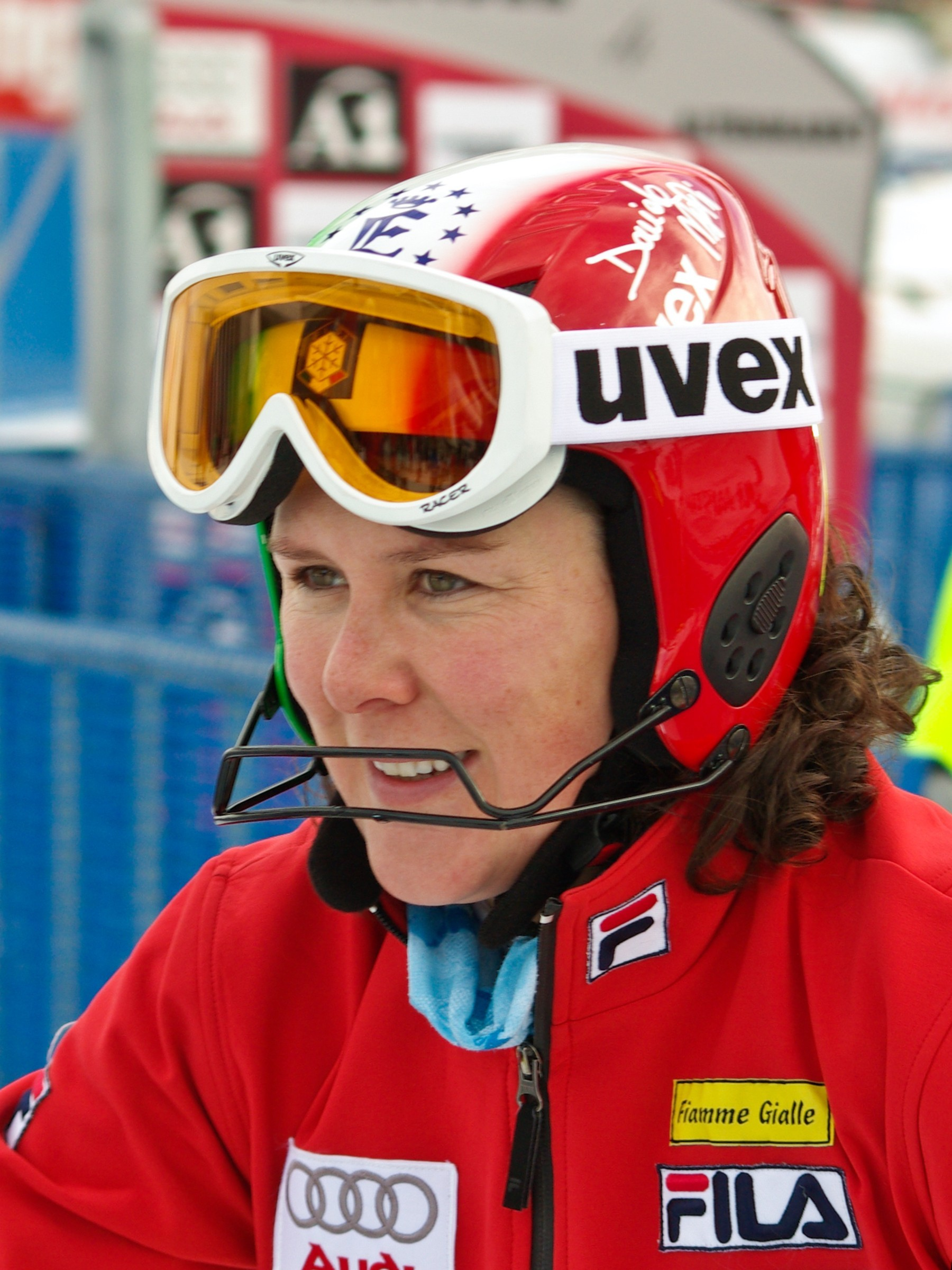
Włoska narciarka Dominique Gisin po slalomie do superkombinacji w Altenmarkt-Zauchensee (Austria) 17 stycznia 2009 r.

Zewnętrzna warstwa kasku (do narciarstwa alpejskiego i skoków narciarskich) musi być wykonana z twardego materiału (przeważnie włókna węglowego), odpornego na uderzenia i przebicia. Wewnętrzna warstwa pełni rolę absorbującą. Wykonana jest z materiału antybakteryjnego. Każdy kask ma wentylację, często o regulowanej wielkości przepływu strumienia powietrza. Z tyłu większość kasków ma uchwyt mocujący gogle, uniemożliwiający ich spadnięcie.
Ważne jest również mocowanie kasku (pod brodą), musi ono mieć możliwość regulowania długości i posiadać wytrzymałe zapięcie.
Istnieją kaski ze zdejmowanymi, miękkimi ochraniaczami na uszy (tzw. „miękkie uszy”) oraz takie, w których jednolita skorupa kasku przykrywa uszy. W niektórych modelach kasków jest możliwość zainstalowania słuchawek do słuchania muzyki. Dla entuzjastów jazdy przy muzyce jest to istotne, ponieważ w standardowym kasku słuchawki są dociskane do uszu i uwierają.
Kaski narciarskie można również podzielić na takie, które posiadają część podbródkową (tzw. "gardę" lub "szczękę") i częściej spotykane, otwarte. Garda może być zintegrowanym elementem kasku (tzw. „full face”) lub odkręcaną konstrukcją, jak ta po prawej. Garda jest szczególnie użyteczna przy jeździe „na tyczkach” (w slalomach), ponieważ chroni twarz przed uderzeniem tyczki.
Podstawowym parametrem kasku jest jego wielkość, mierzona obwodem głowy w cm. Istnieją kaski o regulowanym (w niewielkim zakresie) obwodzie głowy. Zapięty kask powinien dobrze przylegać do głowy na całym jej obwodzie i nie powinien mieć możliwości jakiegokolwiek ruchu względem głowy. Powinien być założony tak, aby jego czołowa część prawie przylegała do gogli.
Produkowane są kaski dziecięce, młodzieżowe i dla dorosłych. Kaski dla kobiet oraz kaski dla snowboardzistów i narciarzy dowolnych mają często odrębną, charakterystyczną stylistykę.
Kaski wyczynowe są minimalnie różne dla poszczególnych dyscyplin.
Kaski dla narciarzy biegowych mają inną budowę, mogą być ażurowe i nie zawierają twardej skorupy. Konstrukcją przypominają nieco kaski rowerowe. 
Ostatnio na rynku pojawiły się kaski narciarskie kilku producentów wyposażone w szybę ochronną zastępującą gogle narciarskie. Wszystkie kaski z szybką spełniają normę EN1077.

## Używanie kasków

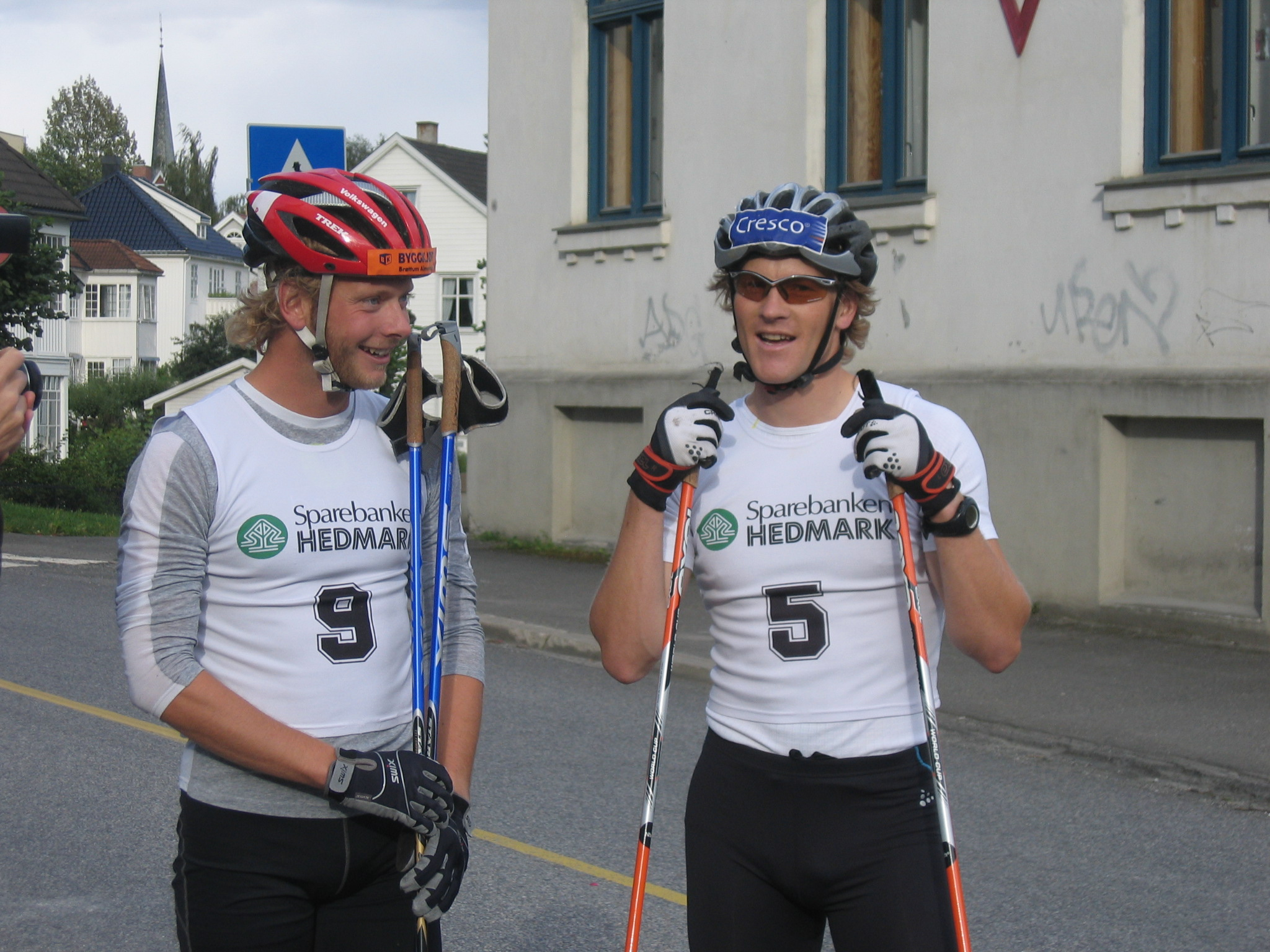
Norwescy biegacze narciarscy John Anders Gaustad i Jens Arne Svartedal w kaskach biegowych (zdjęcie Cato Edvardsen)

Kaski narciarskie powinny być zakładane na gołą głowę, a najwyżej na kominiarkę. Tragiczne w skutkach może być zakładanie dzieciom kasku na czapkę.

## Skuteczność ochrony
Statystycznie urazami głowy kończy się 25% wypadków na stokach. Metaanaliza 12 badań pozwala na stwierdzenie, że częstotliwość kontuzji głowy u narciarzy i snowboardzistów noszących kaski jest o 1/3 niższa niż u osób ich nieużywających. Nie stwierdzono również zwiększonej częstotliwości urazów szyi.
Badania przeprowadzone przez U.S. Consumer Product Safety Commission (CPSC) wskazują, że dzięki używaniu kasków, można uniknąć ponad 7 tysięcy urazów głowy rocznie wśród narciarzy w Stanach Zjednoczonych.

## Krytyka stosowania
Niektórzy podnoszą argument, że używanie kasku może powodować poważniejsze kontuzje ze względu na twardość kasku oraz bardziej ograniczoną widoczność na boki i gorszą słyszalność dźwięków z otoczenia. Badania przeprowadzone przez American Society for Testing and Materials, (Amerykańskie Stowarzyszenie Badań i Materiałów), która jest główną organizacją standaryzującą Stanach Zjednoczonych wskazują, że narciarze noszący kaski zachowują się bardziej ryzykownie na stoku i jeżdżą szybciej niż narciarze nie noszący kasków. Ten pozorny paradoks jest znanym w psychologii mechanizmem kompensacji ryzyka lub Efektem Peltzmana. 
Dr Jasper Shealy z Rochester Institute of Technology, który badał przez ponad 30 lat kontuzje narciarzy i snowboardzistów stwierdził, że „Nie ma dowodów na to, że noszenie kasku ratuje życie”. „Kasków używa już 40% narciarzy i nie obserwujemy spadku liczby wypadków śmiertelnych na przestrzeni ostatniego dziesięciolecia”.

## Regulacje prawne

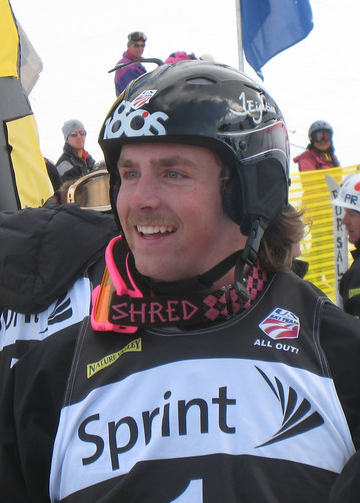
Patrick Dennen w kasku do narciarstwa dowolnego – na tym zdjęciu kask z "miękkimi uszami"

### Certyfikacje
Wymagania użytkowe i konieczne badania określono w polskiej i europejskiej normie PN-EN 1077:2007 zharmonizowanej z dyrektywą europejską 89/686/EWG. Zgodnie z powyższą normą w ramach certyfikacji bada się takie cechy kasków, jak: materiały, budowa/konstrukcja, wymagania użytkowe, klimatyzowanie, wyznaczanie zdolności amortyzacji, badanie układu mocującego, wyznaczanie pola widzenia i znakowanie.
W Stanach Zjednoczonych certyfikat bezpieczeństwa kasku musi być zgodny z normą ASTM 2040. W tym kraju istnieje dedykowana organizacja, Snell Memorial Foundation, która zajmuje się tylko promowaniem wysokich standardów jakości kasków.

### Obowiązek używania
- Polska – w Polsce używanie kasków ochronnych przez osoby uprawiające narciarstwo zjazdowe lub snowboarding na zorganizowanym terenie narciarskim jest obowiązkowe w przypadku dzieci poniżej 16. roku życia od 31 grudnia 2011 roku, kiedy weszła w życie ustawa z 18 sierpnia 2011 roku o bezpieczeństwie i ratownictwie w górach i na zorganizowanych terenach narciarskich, której art. 29. mówi: „Osoba uprawiająca narciarstwo zjazdowe lub snowboarding na zorganizowanym terenie narciarskim, do ukończenia 16. roku życia, obowiązana jest używać w czasie jazdy kasku ochronnego konstrukcyjnie do tego przeznaczonego.”[8]. Za niestosowanie się do tych przepisów grozi kara grzywny. W przeszłości używanie kasków było w Polsce obowiązkowe po wejściu w życie ustawy z 5 listopada 2009 roku, w której do noszenia kasków zobligowane były dzieci poniżej 15 lat do momentu zastąpienia jej przez kolejną – z 25 czerwca 2010 roku o sporcie, w której przepis ten zniesiono. Od tego momentu do 30 grudnia 2011 roku używanie kasków nie było obowiązkowe na polskich stokach.
- Europa – użytkowników stoków narciarskich w Europie obowiązuje „Kodeks narciarski” Międzynarodowej Federacji Narciarstwa (FIS) zawierający podstawowe zasady poruszania się na stokach narciarskich. W kodeksie nie ma jednak umieszczonych postanowień odnośnie do stosowania kasków ochronnych. Prawo Unii Europejskiej również nie reguluje sprawy obowiązku używania kasków narciarskich.
  - We Włoszech obowiązek używania kasków (posiadających homologację) mają dzieci do 14 roku życia od 1 stycznia 2005 roku. Za nieprzestrzeganie tego obowiązku opiekun może zapłacić do 150 € mandatu[9].
  - W wielu krajach związkowych Austrii wprowadzono w 2010 r. obowiązek używania kasków przez dzieci do 15 roku życia
  - W Norwegii i Słowenii istnieje obowiązek stosowania kasków przez dzieci do 13 roku życia.

Wiele ośrodków narciarskich w Europie i Ameryce wprowadziło własne polityki dotyczące obowiązku stosowania kasków narciarskich, i tak przykładowo:
- we Francji w Chamonix – dzieci mają obowiązek jazdy w kaskach
- w Andorze w Pas de La Casa – dzieci do 12. roku życia muszą jeździć w kaskach
- w USA:
  - w Aspen, Breckenridge, Crested Butte – obowiązek dla dzieci do 12 roku życia
  - w Camelback – obowiązek do 12 lat, chyba że opiekun podpisze przejęcie odpowiedzialności za konsekwencje ew. urazu
- w Kanadzie:
  - w Whistler, Panorama Mountain, Tremblant – obowiązek dla wszystkich dzieci i młodzieży
  - w Nakiska – obowiązek do 12 roku życia.

Narciarze udający się na narty do innych krajów powinni szczegółowo przeczytać polisy ubezpieczeniowe, ponieważ z niektórych zapisów polis wynika, że ubezpieczenie nie pokrywa wypadku, jeśli narciarz nie miał na głowie kasku.

## Popularność kasków
W sezonie 2009/2010 kaski nosiło 48% dorosłych narciarzy w Stanach Zjednoczonych. Ten udział wzrósł o 12 punktów procentowych w ciągu jednego sezonu. W przypadku amerykańskich dzieci powyższe liczby są znacznie wyższe.

## Najwięksi producenci
Do największych lub najbardziej znanych producentów kasków narciarskich należą:
- Bern
- Carrera
- Giro
- MorrowSzwedzka narciarka Frida Hansdotter w kasku z grubą warstwą absorbującą po slalomie do superkombinacji w Altenmarkt-Zauchensee (Austria) 17 stycznia 2009 r.
- Protest
- Poc
- R.E.D.
- SH+
- Uvex
- Voltt
- Bieffe
- Osbe

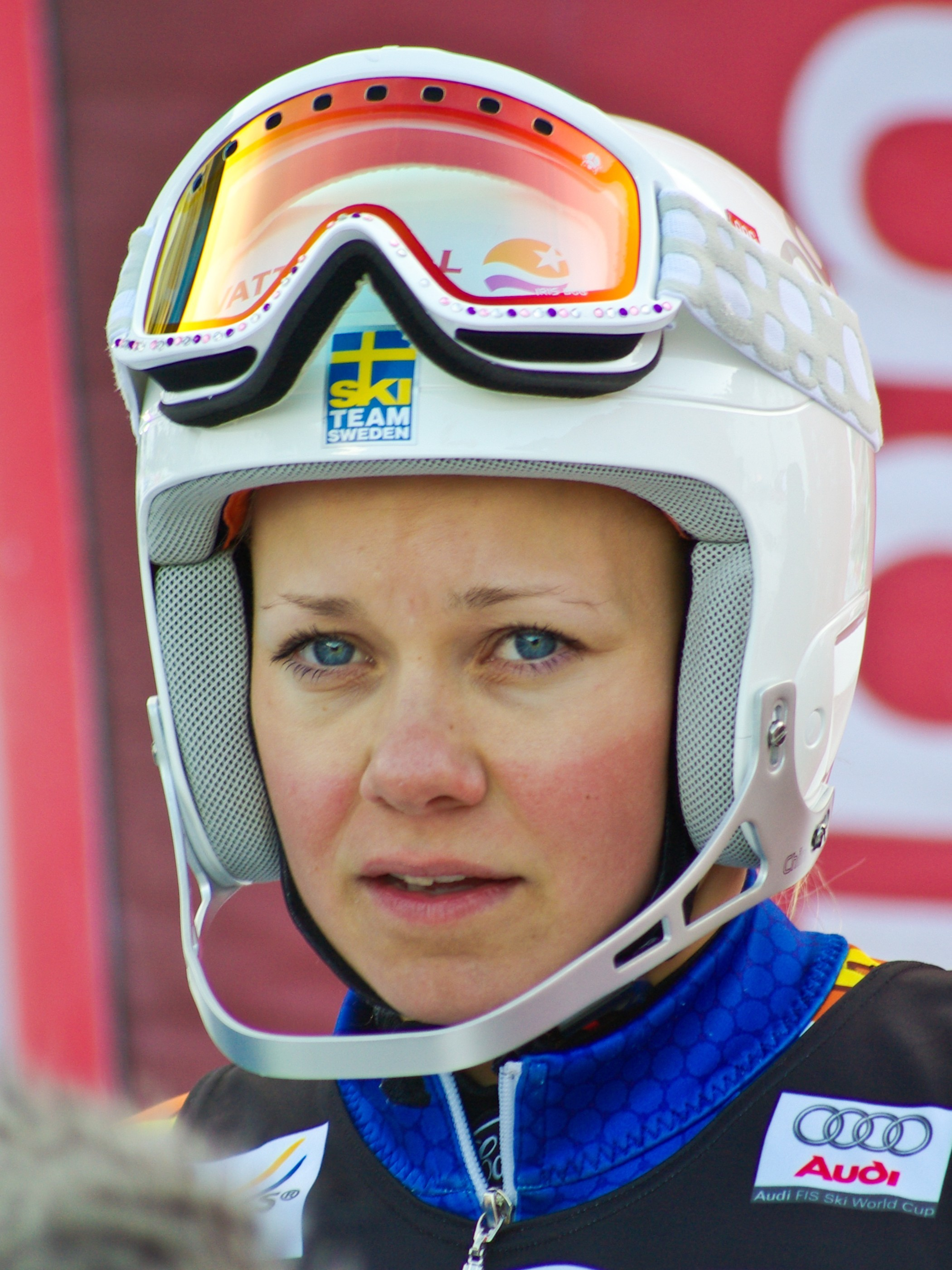
Szwedzka narciarka Frida Hansdotter w kasku z grubą warstwą absorbującą po slalomie do superkombinacji w Altenmarkt-Zauchensee (Austria) 17 stycznia 2009 r.

Kaski sprzedawane są również pod markami znanych producentów nart, np.
- Atomic
- Blizzard
- K2
- Salomon
- Rossignol (Roxy).